# Nazionale femminile di pallacanestro della Thailandia
La nazionale femminile di pallacanestro della Thailandia è la rappresentativa cestistica della Thailandia ed è posta sotto l'egida della Federazione cestistica della Thailandia.

## Piazzamenti

### Campionati asiatici
- 1968 - 4°
- 1970 - 6°
- 1972 -  3°
- 1980 - 5°
- 1986 - 5°

- 1988 - 7°
- 1994 - 8°
- 1995 - 7°
- 1997 - 5°
- 1999 - 5°

- 2001 - 5°
- 2004 - 5°
- 2005 - 5°
- 2007 - 5°
- 2009 - 5°

- 2013 - 7°
- 2015 - 5°
- 2023 - 11°

### Giochi asiatici
- 1978 - 4°
- 1990 - 6°
- 1994 - 6°
- 1998 - 7°
- 2006 - 5°

- 2010 - 5°
- 2014 - 7°
- 2018 - 6°

## Formazioni

### Campionati asiatici
Campionato asiatico femminile di pallacanestro 20014 Tunsaw, 5 Koumoon, 6 Rudrodkit, 7 Papaktaku, 8 Yamkasorn, 9 Salakhan, 10 Yonyothinkhul, 11 Seagtong, 12 Kongsimma, 13 Peungkogsune, 14 Boonsuan, 15 Praniponkrang,        All. -
Campionato asiatico femminile di pallacanestro 20044 Tunsaw, 5 Koumoon, 6 Ludrodkij, 7 Papaktaku, 8 Sriintharasuth, 9 Lakhan, 10 Yonyothinkul, 11 Chirdpetcharat, 12 Yothanan, 13 Chantop, 14 Pungkoksoong, 15 Banmoo,        All. Chainant Vongmeephnat
Campionato asiatico femminile di pallacanestro 20054 Tunsaw, 5 Charoenrat, 6 Ludrodkij, 7 Papaktaku, 8 Jantakan, 9 Janthabut, 10 Lakhan, 11 Chantuma, 12 Ezamalmang, 13 Sangkhun, 14 Mathura, 15 Banmoo,        All. Daonoi Suttinipapunt
Campionato asiatico femminile di pallacanestro 20074 Wipaporn, 5 Charoenrat, 6 Ludrodkij, 7 Chamnarnwaree, 8 Verinthip, 9 Tunsaw, 10 Likitsarun, 11 Chirdpetcharat, 12 Eiamsum-Ang, 13 Sangkhun, 14 Pungkoksoong, 15 Banmoo,        All. Kim Jae-ung
Campionato asiatico femminile di pallacanestro 20094 Tunsaw, 5 Intapan, 6 Yothanan, 7 Chuinim, 8 Saechua, 9 Jantakan, 10 Mathuros, 11 Suksomwong, 12 Danchaivijit, 13 Kunthaisong, 14 Sangkhum, 15 Banmoo,        All. Chainant Vongmeephant
Campionato asiatico femminile di pallacanestro 20134 Saechua, 5 Maihom, 6 Yothanan, 7 Kunchuan, 8 Phetsaenkha, 9 Jantakan, 10 Sangtad, 11 Chirdpetcharat, 12 Janthabut, 13 Kaichaiyapoom, 14 Mathuros, 23 Banmoo,        All. Kanchana Prasanchaimontree
Campionato asiatico femminile di pallacanestro 20157 Sorot, 8 Buapa, 9 Saechua, 13 Phetsaenkha, 14 Saengsawang, 23 Khamsawat, 28 Thiratananitiworachot, 33 Kruatiwa, 39 Maihom, 77 Kaichaiyapoom, 85 Sapmee,        All. Pojan Sujaritwibool
Campionato asiatico femminile di pallacanestro 20232 Thuamon, 7 Supyen, 10 Phetnin, 17 Summat, 24 Lumdappang, 25 Wongtapha, 29 Udomsuk, 42 Tate, 54 Boonjun, 59 Naumkong, 88 Hewchaiyaphum, 93 Prajuapsook,        All. Supranee Rudrodkij

### Giochi asiatici
Pallacanestro ai XV Giochi asiatici4 Tunsaw, 5 Charoenrat, 6 Saechua, 7 Papaktaku, 8 Wandee, 9 Jantakan, 10 Jantuma, 11 Janthabut, 12 Chanasuek, 13 Likitsarun, 14 Mathuros, 15 Banmoo,        All. -
Pallacanestro ai XVI Giochi asiatici4 Saechua, 5 Panurushthanon, 6 Doksaiyud, 7 Jantakan, 8 Suksomwong, 9 Kaichaiyapoom, 10 Mathuros, 11 Chirdpetcharat, 12 Eiamsum-ang, 13 Yothanan, 14 Sangkhum, 15 Banmoo,        All. -
Pallacanestro ai XVII Giochi asiatici4 Tunsaw, 5 Sorot, 6 Yothanan, 7 Phromrat, 8 Kunchuan, 9 Maihom, 10 Sangtad, 11 Chirdpetcharat, 12 Janthabut, 13 Kruatiwa, 14 Danchaivijit, 15 Kaichaiyapoom,        All. Kanchana Prasanchaimontree
Pallacanestro ai XVIII Giochi asiatici6 Yothanan, 7 Supyen, 8 Kunchuan, 9 Saechua, 11 Phromrat, 13 Kaichaiyapoom, 14 Sawatong, 18 Phosut, 38 Phetsaenkha, 88 Klanbut, 91 Maihom, 93 Prajuapsook,        All. Chris Daleo